# D.J. Cotrona
Donald Joseph "D.J." Cotrona (New Haven, 23 de maio de 1980) é um ator americano, mais conhecido por interpretar Flint em G.I. Joe: Retaliation, Seth Gecko em From Dusk Till Dawn e a versão adulta de Pedro Peña em Shazam.

## Início da vida
Sua mãe, Sheree, é uma professora, e seu pai, Donald, trabalha para uma empresa de reciclagem. É três oitavos italiano e um quarto polonês; sua outra ascendência inclui alemão, húngaro, austríaco, e inglês. Ele estava estudando para ser um advogado na Northeastern University, em Boston; no entanto, depois de fazer um estágio de verão em um escritório de advocacia, ele percebeu que não gostava de trabalhar com advogados. Em seu segundo ano, mudou para atuação; durante suas férias de primavera, foi visitar um amigo em Los Angeles e nunca mais voltou para a faculdade.

## Filmografia
| Cinema | Cinema                | Cinema         |
| Ano    | Título                | Personagem     |
| ------ | --------------------- | -------------- |
| 2019   | Shazam!               | Pedro Penã     |
| 2013   | G.I. Joe: Retaliation | Flint          |
| 2010   | Dear John             | Noodles        |
| 2006   | Love Is the Drug      | Lucas Mitchell |
| 2005   | Venom                 | Sean           |

| Televisão | Televisão                         | Televisão           | Televisão                |
| Ano       | Título                            | Personagem          | Nota                     |
| --------- | --------------------------------- | ------------------- | ------------------------ |
| 2014      | Matador                           | Convidado da festa  | Episódio 1               |
| 2014–2016 | From Dusk Till Dawn               | Seth Gecko          | Elenco principal         |
| 2010–2011 | Detroit 1-8-7                     | Detetive John Stone | Elenco principal         |
| 2006      | Windfall                          | Sean Mathers        | Elenco principal         |
| 2004      | Hollywood Division                | -                   | Episódio piloto          |
| 2003      | Skin                              | Adam Roam           | Elenco principal         |
| 2003      | Law & Order: Special Victims Unit | Donovan Alvarez     | Temporada 4, Episódio 23 |